# 维捷斯拉夫·奈兹瓦尔
维捷斯拉夫·奈兹瓦尔（捷克語：Vítězslav Nezval；1900年—1958年），男，捷克人，捷克斯洛伐克共和国诗人，超现实主义流派代表人物。捷克斯洛伐克人民艺术家。

## 生平
1900年生。南摩拉维亚人。7岁时被送入特热比奇的文法学校读书，学习钢琴和作曲。第一次世界大战后搬到布拉格，进入查理大学攻读哲学。期间从事文学创作活动，思想左倾，领导了当时的文学前卫运动。1924年加入捷克斯洛伐克共产党。1930年代曾在苏联，以及法国、意大利和希腊等地旅行。1948年结婚，育有一子。1958年因心臟衰竭去世。葬于布拉格高堡公墓。

## 创作
奈兹瓦尔早期作品深受法国象征派和现代主义诗歌的影响，艰涩难懂。1920年发表第一部诗集《桥》。在1920年代与捷克理论家卡·泰格创立“诗歌主义”流派。它主张诗歌从禁欲主义和理性主义中解放出来，强调艺术想象和自由联想的重要性。
1934年又组织成立了捷克超现实主义小组，作为国际先锋主义运动的组成部分出现在捷克的诗坛上。同时，奈兹瓦尔的《第二次超现实主义宣言》一文在捷克发表后，引起强烈社会反响。理论家泰格则强调捷克超现实主义小组是在捷克诗歌主义基础上发展起来的一种诗歌理论：强调自己的革命性，渴望人的解放。
1938年苏台德危机发生后，捷克和斯洛伐克面临被德国法西斯吞并的威胁。强烈爱国主义思想使他同过去的艺术思想决裂。他解散了超现实主义小组，诗歌创作从此进入一个新的时期。他写了许多洋溢着爱国热情、反映人民生活和斗争的诗篇。收入诗集《希望的母亲》（1988年）、《城外五分钟》（1940年）和《历史的景象》（1945年）。
主要作品有：长诗《令人叫绝的魔法师》（1922年）、《爱迪生》（1928年）、《时间的信号》（1931年）、《普鲁士人》（1939年）、《和平歌》（1950年）、《故乡颂》（1951年），诗集《玻璃大衣》（1932年）、《回程票》（1933年）、《翅膀》（1952年），剧本《售货亭中的情侣》（1932年）、《玛诺·莱斯科》（1940年）和《今天太阳尚未在大西洋落下》（1956年）等。

## 荣誉
1953年，诗歌《和平之歌》获世界和平理事会国际和平金质奖章。同年获得捷克斯洛伐克人民艺术家荣誉称号。